# Špičky
Špičky település Csehországban, Přerovi járásban. Špičky Skalička, Polom, Zámrsky, Bělotín, Hustopeče nad Bečvou, Milotice nad Bečvou és Černotín településekkel határos. Lakosainak száma 277 fő (2024. január 1.).

## Népesség
A település lakosságának változását az alábbi diagram mutatja:
| Lakosok száma | 389  | 379  | 380  | 369  | 327  | 275  | 293  | 287  | 275  | 277  |
|               | 1869 | 1900 | 1921 | 1961 | 1980 | 2011 | 2016 | 2019 | 2021 | 2024 |